# GE U50C
La GE U50C era una locomotora diésel-eléctrica que fue construida en los Estados Unidos por GE Transportation Systems. Cada una de ellas estaba propulsada por dos motores diésel de 2500 HP (1,9 kW). 

## Historia
Cuarenta de estas locomotoras fueron construidas entre noviembre de 1969 y noviembre de 1971 exclusivamente para la Union Pacific, que numeró a las mismas desde el 5000 al 5039. El modelo U50C utilizó un par de bogies de tres ruedas en lugar de los cuatro bogies de dos ruedas utilizados en el modelo anterior al U50C, el U50. Nuevamente, estos fueron bogies reutilizados de las antiguas locomotoras de turbina a gas que Union Pacific construyó en décadas anteriores.  
El desarrollo del modelo U50C se realizó siguiendo las mismas especificaciones con las cuales Union Pacific produjo el modelo EMD DDA40X "Centennial", lo que implicaba la necesidad de una locomotora de alta potencia para los trenes de carga de alta velocidad de la compañía ferroviaria. El diseño en forma de B+B-B+B con travesaños en el centro no era adecuado para este servicio, y la necesidad de potencia a alta velocidad en lugar de remolcar cargas a baja velocidad significaba que seis ejes motrices serían suficientes.
El diseño incorporó características de ahorro de peso significativas. GE reemplazó los motores principales de 16 cilindros de la U50 por motores avanzados de 12 cilindros, más ligeros y más cortos. Los motores se orientaron de manera opuesta a la U50, de modo que las secciones del radiador se ubicaron en el centro de la locomotora en lugar de en los extremos del cuerpo del vehículo. La longitud más corta requirió un diseño de sección de radiador más ancho, similar al de las locomotoras U33B y U33C.
El modelo U50C no tuvo el éxito esperado. Las medidas de ahorro de peso tomadas para permitir que la locomotora utilizara seis ejes en lugar de ocho causaron problemas, especialmente en el cableado eléctrico: Se habían utilizado cables de aluminio en lugar del cobre regular, lo que resultó propenso al sobrecalentamiento. El U50C experimentó numerosos incendios eléctricos, así como también otras fallas. Union Pacific intentó reinstalar el cableado de una unidad experimental con cobre y consideró que un contratista externo reemplazara el cableado en todas las unidades, pero decidió que los problemas en conjunto eran demasiado serios. Los bogies sufrieron de fisuras por estrés en los bastidores de fundición, los motores con frecuencia desarrollaban baja presión de aceite, había fugas de agua de enfriamiento, y las resistencias de freno dinámico eran propensas a derretirse.
Un declive en la actividad empresarial hacia 1976 marcó el final del servicio de este modelo. Todos sus ejemplares fueron retirados, aunque muchos se mantuvieron en condiciones de servicio. Cinco de ellos se prestaron como generadores de energía estacionaria durante una huelga de mineros de carbón a principios de 1978, para luego terminar siendo vendidas como chatarra. 